# سوئسا پومتیا
سوئسا پومتیا (به لاتین: Suessa Pometia) از شهرهای لاتیوم بود که امروزه مکان دقیقش معلوم نیست.

## تاریخ
مؤرخان باستانیِ بسیاری بدین شهر اشاره کرده‌اند، لیکن هنوز جای دقیقش معلوم نیست؛ احتمالاً میان شهرهای کنونی آپریلیا و پومتزیا واقع بوده، دو شهری که در دهه ۱۹۳۰ ساخته شدند، و شهر دومی فقط نامش را از آن گرفته است.
ویرژیل آن را از مستعمرات (اقمار) آلبا لونگا می‌داند، که در اینصورت باید آن را در شمار شهرهای لاتینی دانست، لیکن تیتوس لیویوس و استرابون آن را از شهرهای ولسکیان می‌دانند.
در ۵۷۸ قبل از میلاد، دو پسرِ آنکوس مارکیوس، چهارمین شاه روم، دو چوپان را اجیر کردند تا لوکیوس تارکوئینیوس پریسکوس، شاهِ آن زمانِ روم، را بکشند و سپس خود به سوئسا پومتیا گریختند. سوئسا بعدها بردست آخرین شاه روم، لوکیوس تارکوئینیوس متکبر، گشوده شد و زین‌پس تا دو سده میان ولسکیان و رومیان جنگ بود.
این شهر احتمالاً غنی بوده است، چه تارکوئینیوس متکبر پس از گشودن آن توانست با غنایمی که از آن برگرفته بود مخارجِ ساختِ معبدی باشکوه برای ژوپیتر را درآورَد.
در دوران جمهوری روم، این شهر با شهر کورا (امروزه کوری) و با آورونکیان متحد شد و بر رومیان شورید. لیکن در ۵۰۲ ق.م. بردست رومیانِ به رهبری کنسول اسپوریوس کاسیوس بار دیگر گشوده شد، و ایشان ویرانش کردند و ساکنان را بَرده کردند.
با وجود این شکست، شهر در ۴۹۵ ق.م. با ولسکیان ساخت، و چون رومیان به اراضی ولسکیان درآمدند تا تنبیهشان کنند، ایشان از واکنش سخت رومیان ترسیدند و سیصد تن از فرزندانِ مهترانِ شهرهای کورا و سوئسا را گروگان دادند تا ضمانت صلح باشند. لیکن رومیان به ولسکیان اعتماد نکردند و به‌رهبری کنسولِ آن سال، پوبلیوس سرویلیوس، با ایشان حرب کردند و شکستشان دادند و سوئسا را غارت کردند و دیگر در تاریخنامه‌ها از این شهر خبری یافته نیست.